# هوندا سی‌ام۱۲۵
هوندا سی‌ام۱۲۵ (به انگلیسی: Honda CM125) یک موتورسیکلت ۱۲۵ سی‌سی کروزر چهارزمانه با موتور دوسیلندر خطی هواخنک (بدون رادیاتور) که توسط کمپانی هوندا بین سال‌های ۱۹۷۸ تا ۲۰۰۲ تولید می‌شد، حداکثر سرعت این موتورسیکلت ۶۵ مایل در ساعت (۱۰۵ کیلومتر در ساعت) بود.